# Оберндејл (Флорида)
Оберндејл (енгл. Auburndale) град је у америчкој савезној држави Флорида. По попису становништва из 2010. у њему је живело 13.507 становника.

## Демографија
Према попису становништва из 2010. у граду је живело 13.507 становника, што је 2.475 (22,4%) становника више него 2000. године.
| Група             | 2000.         | 2010.         |
| Белци             | 8.508 (77,1%) | 9.679 (71,7%) |
| Афроамериканци    | 1.353 (12,3%) | 1.724 (12,8%) |
| Азијати           | 97 (0,9%)     | 158 (1,2%)    |
| Хиспаноамериканци | 894 (8,1%)    | 1.771 (13,1%) |
| Укупно            | 11.032        | 13.507        |